# Entodon diffusinervis
Entodon diffusinervis là một loài rêu trong họ Entodontaceae. Loài này được Cardot mô tả khoa học đầu tiên năm 1913.